# Marquinhos (Fußballspieler, Oktober 1982)
Marquinhos (* 21. Oktober 1982 in São Caetano do Sul; eigentlich: Marcos Roberto da Silva Barbosa) ist ein ehemaliger brasilianischer Fußballspieler.
Marquinhos begann seine Karriere in der Jugend von Corinthians. Dort wurde er bereits nach einem Jahr in die erste Mannschaft berufen und spielt drei Jahre lang. 2005 verlieh ihn Corinthians an Atlético Mineiro, für die er sieben Spiele absolvierte. Zurück bei Corinthians kam er zu keinem Einsatz mehr und wechselte in die Türkei zum Erstligisten Çaykur Rizespor. Beim Klub am Schwarzen Meer spielte Marquinhos in der Saison 2007/08 acht Spiele. Trotz seiner wenigen Einsätze wurde er von Istanbul Büyükşehir Belediyespor verpflichtet. Nach Abschluss der Saison 2010/11 kehrte Marquinhos in seine Heimat zurück, wo er beim Botafogo FC (SP) unterkam. Danach ging er noch zu Guaratinguetá Futebol, Figueirense FC, Comercial FC und Avaí FC, wo er 2019 seine aktive Laufbahn beendete.

## Erfolge
Nationalmannschaft Brasiliens
- U-17-Fußball-Weltmeisterschaft (1997)

Corinthians São Paulo
- Staatsmeisterschaft von São Paulo: 2001, 2003
- Copa do Brasil: 2002
- Torneio Rio-São Paulo: 2002

Figueirense
- Staatsmeisterschaft von Santa Catarina: 2014, 2015

Avaí
- Staatsmeisterschaft von Santa Catarina: 2019